# Srijedska
Srijedska falu Horvátországban Belovár-Bilogora megyében. Közigazgatásilag Ivanskához tartozik.

## Fekvése
Belovártól légvonalban 14, közúton 20 km-re délre, községközpontjától 4 km-re délkeletre, Ivanska és Stara Ploščica között, a Sredska-patak partján a patak csázmai torkolatához közel fekszik.

## Története
A mai Srijedska helyén a középkorban a Szerdahely (horvátul Sredna) nevű település állt, melyet már 1257-ben említenek. A korabeli forrásokban „Zredahel”, illetve „Zredna” alakban szerepel. 1309-ben és 1334-ben említik Szent Péter apostol tiszteletére szentelt templomát. Nemesi birtok, majd a Zágrábi egyházmegye birtoka volt. Itt született 1408 körül Vitéz János, aki váradi püspök, Mátyás király fő bizalmasa, majd 1465-ben esztergomi érsek lett. A szerdahelyi birtokot még 1437-ben kapta Luxemburgi Zsigmondtól. Ez az időszak a település történetének fénykora, mely vásártartási joggal rendelkezett. A 16. század közepén elfoglalta és lerombolta a török. A lakosság elmenekült, illetve fogságba esett. Helye évtizedekig pusztaság volt. Ma csak egy 50 méteres átmérőjű domb található a középkori település helyén.
A mai falut a török kiűzése után a 17. század közepén katolikus horvát és pravoszláv szerb lakossággal telepítették be. 1774-ben az első katonai felmérés térképén „Dorf Szreczka” néven szerepel. A Horvát határőrvidék részeként a Kőrösi ezredhez tartozott. Lipszky János 1808-ban Budán kiadott repertóriumában „Szreczka” a neve.  
Nagy Lajos 1829-ben kiadott művében „Szredzka” néven 56 házzal, 48 katolikus és 249 ortodox vallású lakossal találjuk. A település 1809 és 1813 között francia uralom alatt állt. 
A katonai közigazgatás megszüntetése után Magyar Királyságon belül Horvátország része, Belovár-Kőrös vármegye Belovári járásának része lett. A településnek 1857-ben 365, 1910-ben 636 lakosa volt. Lakói mezőgazdaságból, állattartásból éltek. 1918-ban az új szerb-horvát-szlovén állam, majd később Jugoszlávia része lett. 1941 és 1945 között a németbarát Független Horvát Államhoz, majd a háború után a szocialista Jugoszláviához tartozott. A háború után a fiatalok elvándorlása miatt lakossága folyamatosan csökkent. 1991-től a független Horvátország része. 1991-ben lakosságának 68%-a horvát, 30%-a szerb nemzetiségű volt. A délszláv háború idején mindvégig horvát kézen maradt. 1993 óta az önálló Ivanska község része, azelőtt Csázma községhez tartozott. 2011-ben a településnek 305 lakosa volt.

## Lakossága
| Lakosság változása | Lakosság változása | Lakosság változása | Lakosság változása | Lakosság változása | Lakosság változása | Lakosság változása | Lakosság változása | Lakosság változása | Lakosság változása | Lakosság változása | Lakosság változása | Lakosság változása | Lakosság változása | Lakosság változása | Lakosság változása |
| ------------------ | ------------------ | ------------------ | ------------------ | ------------------ | ------------------ | ------------------ | ------------------ | ------------------ | ------------------ | ------------------ | ------------------ | ------------------ | ------------------ | ------------------ | ------------------ |
| 1857               | 1869               | 1880               | 1890               | 1900               | 1910               | 1921               | 1931               | 1948               | 1953               | 1961               | 1971               | 1981               | 1991               | 2001               | 2011               |
| 365                | 397                | 353                | 493                | 608                | 636                | 624                | 731                | 658                | 613                | 541                | 492                | 426                | 360                | 338                | 305                |

## Nevezetességei
A Legszentebb Istenanya Mennybevétele tiszteletére szentelt szerb pravoszláv temploma 1722-ben épült barokk stílusban egy régi török épület alapjain. Régi ikonosztáza 1769-ben készült, ennek képeit a zágrábi egyházi múzeumban restaurálták. A templomot 2006-ban a kulturális minisztérium védetté nyilvánította. A falu hívei 1929-ig a nartai pravoszláv parókiához tartoztak, ekkor azonban a falunak önálló parókiája lett. Ma Ivanska, Berek, Krivaja és Potok községek pravoszláv hívei is ide tartoznak.

## Egyesületek
A falu önkéntes tűzoltóegyletét 1965-ben alapították. Kezdetben  magánházban volt a központja, majd 1975-re felépült a falu tűzoltószerháza. Az egyesület egy hosszabb szünet után 2009-ben kezdte meg újbóli működését.

## Híres emberek
Itt született 1408 körül Vitéz János bíboros, esztergomi érsek, Janus Pannonius költő nagybátyja, korának egyik legnagyobb műveltségű főpapja.